# Matrimonio igualitario en Colombia
El matrimonio igualitario en Colombia es legal desde que la Corte Constitucional de Colombia puso fin a años de incertidumbre para las parejas del mismo sexo y reafirmó los derechos de personas LGBT al confirmar la validez del matrimonio entre personas del mismo sexo el 28 de abril de 2016, siendo el primer país sudamericano en legalizar el matrimonio igualitario. Antes de dicha fecha las parejas del mismo sexo tenían ya la posibilidad acceder a uniones maritales de hecho. Las uniones de hecho tienen pocas diferencias con un matrimonio como tal y permiten a las parejas vinculadas a través de ellas acceder a los mismos derechos que un matrimonio.

## Historia

### Sentencias judiciales para el matrimonio civil
El 7 de febrero de 2007 la Corte Constitucional de Colombia extendió varios derechos propietarios y pensionales propios de las uniones maritales de hecho a las parejas homosexuales unidas bajo esta figura. Una decisión adicional de octubre de 2007 extendió igualmente derechos pensionales y de seguridad social a parejas del mismo sexo. Luego el 28 de enero de 2009, la corte modificó 20 leyes distintas a fin de otorgar 42 derechos a las parejas del mismo sexo unidas por una unión marital de hecho (incluyendo nacionalidad, permiso de residencia, testimonio en proceso judicial, derechos familiares propietarios, etc.).
Finalmente el 26 de julio de 2011 la Corte decidió con una votación de 9-0 que no estaba facultada para cambiar las leyes vigentes que definían el matrimonio como la unión de un hombre y una mujer, pero que esto no podía entenderse en perjuicio del derecho a las parejas homosexuales de formar una familia. Por ello estableció un periodo de dos años hasta junio de 2013 para que el Congreso reglamentara sus uniones. Este plazo no fue cumplido, lo cual significó la entrada en vigencia de la orden según la cual “las parejas del mismo sexo podrán acudir ante notario o juez competente a formalizar y solemnizar su vínculo contractual”.
La aplicación de la orden fue tomada de manera conflictiva por varios sectores políticos que buscaban formas para evitar la aplicación de la sentencia. Sin embargo, un mes después de entrada en vigencia la orden se otorgó el primer permiso para la celebración de una unión matrimonial a una pareja del mismo sexo. El matrimonio fue celebrado el 24 de julio de 2013. Entre tanto, fue admitida una solicitud para realizar el primer matrimonio entre dos mujeres en Colombia.
Finalmente el 28 de abril de 2016, la Corte Constitucional dictó un fallo por seis votos a favor y tres en contra para la legalización del matrimonio entre personas del mismo sexo en todo el territorio nacional, convirtiéndose así en el cuarto país de América del Sur en aprobarlo, luego de Argentina, Brasil y Uruguay.

### Matrimonio religioso
En mayo de 2009 fue celebrada en Bogotá la primera boda religiosa a una pareja del mismo sexo bajo el rito cristiano de la Iglesia Misionera San Pablo Viejos Católicos, una facción de la Iglesia católica antigua en Colombia que es una iglesia cristiana inclusiva, la cual no hace distinción entre heterosexuales y homosexuales para celebrar el matrimonio.

## Encuestas
Para marzo de 2015, la encuesta Gallup arrojó que el 62% de los colombianos estaba en desacuerdo con el matrimonio entre personas del mismo sexo, mientras que un 33% estaban de acuerdo. Hacia agosto de 2021 una nueva encuesta de Invamer determinó que la aprobación había aumentado hacia 54% con un 42% oponiéndose.